# Brummi-Mörder
Der Brummi-Mörder war ein Kriminalfall an Fernstraßen in Hessen und Nordrhein-Westfalen, bei dem ein Täter in der Zeit von 2003 bis 2006 vier Frauen vergewaltigte und drei davon tötete. Als dieser wurde Marco M. (* 1978 in Haiger) ermittelt.

## Morde
- 15. November 2003 – Nicole U., genannt „Sammy“ (32 Jahre), Köln.[3] Die Prostituierte aus Oberhausen wurde mit halb bekleidetem Oberkörper in einem Gebüsch auf dem Gelände eines Baumarktes in Dormagen erwürgt aufgefunden.[4] Das Opfer wies zahlreiche Schnittverletzungen auf. Die Prostituierte arbeitete 33 Kilometer entfernt auf dem Straßenstrich am Kölner Militärring, wo sie mit hoher Wahrscheinlichkeit auch von ihrem Mörder angesprochen wurde.[5] Beim späteren Verhör kam heraus, dass Marco M. unmittelbar nach dem Mord Vater eines Sohnes wurde und diesen Tag als „einen der schönsten in seinem Leben“ beschrieb.
- 19. Oktober 2004 – Asta J. (25 Jahre), Moers. Die litauische Prostituierte berichtete, sie sei von einem Mann gewürgt und beinahe mit dem Messer aufgeschlitzt worden. Die Tat ereignete sich an der Autobahn A 57 bei Moers. Sie überlebte den Angriff und machte der Polizei gegenüber die Aussage, dass der Angreifer auffällige Narben am Körper trug.[3]
- 1. November 2005 – Aneta B. (31 Jahre), Dillenburg. Die entkleidete Leiche der Polin wurde an der Autobahn A 45 bei Siegen-Eisern aufgefunden.[3] Zuvor galt die Frau, die in einer Telefonzelle überwältigt wurde, über mehrere Tage als vermisst. Aneta B. wurde vermutlich in einem leer stehenden Haus in Haiger vom Täter mehrere Stunden lang missbraucht.
- 8. Juli 2006 – Anna S. (18 Jahre), Kassel. Die Schülerin wurde auf ihrem Nachhauseweg überfallen und vom Täter erwürgt.[3] Es kam zu sexuellen Handlungen an der Leiche, die dann an einem Rastplatz an der Autobahn A 49 zwischen Kassel und Fritzlar abgelegt wurde. DNA-Spuren von Anna S. führten schließlich zur Ergreifung von Marco M. Nach kurzer Zeit legte er noch während des Polizeiverhöres ein umfassendes Geständnis ab.[6]

## Täter
Marco M. wuchs mit zwei Schwestern im hessischen Haiger auf. Der Junge wird als typisches „Muttersöhnchen“ beschrieben, der mit dem Vater oft in Streit geriet. Er ging auf die Hauptschule und machte anschließend eine Lehre. Nach einer Anstellung bei der Bahn wurde er Fernfahrer bei einer Spedition. 2003 heiratete M. und wurde Vater eines Kindes. Später wurde bekannt, dass das Paar Beziehungsprobleme hatte und Marco M. häufig Prostituierte aufsuchte. Außerdem soll es verstärkt zu finanziellen Problemen und Alkoholmissbrauch gekommen sein. Die beiden trennten sich. Am 30. August 2006 wurde Marco M. in Haiger von der Soko „Eisern“ im Haus seiner Eltern festgenommen. Beim anschließenden Verhör legte der Täter ein vollständiges Geständnis ab. Außerdem wurde er vom überlebenden Opfer Asta J. identifiziert.

## Motiv
Während der Gerichtsverhandlung vor dem Landgericht Limburg wurde versucht, das Motiv zu eruieren. Bekannt war lediglich die Tatsache, dass es im gestörten Sexualleben des Mörders zu suchen war. Den Ermittlern stellten sich außerdem die Fragen, warum die Morde in einem zeitlichen Abstand von etwa einem Jahr passiert waren, warum er teilweise vor dem Tod der Frauen und teilweise danach Geschlechtsverkehr mit den Frauen hatte und er die Opfer nach „Benutzen“ wegwarf wie einen Gegenstand. Nach der Zeugenaussage eines seiner Opfer, der Prostituierten Asta J., die am 19. Oktober 2004 von ihm auf dem Kölner Straßenstrich überfallen wurde, habe er sich ihr gegenüber verhalten „wie ein Tier“. Marco M. soll kurz nach dem Einsteigen versucht haben, sie mit einem Strick zu erdrosseln. Sie konnte entfliehen, wurde aber von dem körperlich überlegenen Mann wieder eingefangen und gefesselt in die Schlafkoje des LKWs gelegt. An einer Haltestelle bei Neukirchen kam es zur Vergewaltigung. Der Täter verletzte sie mit einem Messer, doch es gelang Asta J., sich in einem nah gelegenen Maisfeld zu verstecken. Als Marco M. dazu befragt wurde, antwortete er, „er wisse auch nicht, was über ihn gekommen sei“. Gegenüber seinen Opfern zeigte er keinerlei Reue. Für ihn spielte es nach Meinung der Staatsanwaltschaft nur eine Rolle, einen Körper zur Verfügung zu haben, über den er verfügen konnte.

## Anklage
Die Anklage lautet auf Mord (Mord zur Befriedigung des Geschlechtstriebs), Mordversuch, Körperverletzung, Freiheitsberaubung und Vergewaltigung in einem besonders schweren Fall. Die Täterschaft wurde durch zahlreiche Indizien belegt. An Messer und Handschuhen des Täters wurde die DNA der Opfer festgestellt. Außerdem sind Schmuckstücke der ermordeten Frauen in seinem Besitz gefunden worden. Die Tatorte in der Nähe von Autobahnen brachten die Polizei relativ schnell darauf, dass es sich bei dem Täter höchstwahrscheinlich um einen Fernfahrer handeln musste. Die Sonderkommission Eisern durfte Informationen aus der Maut-Datenbank der Firma Toll Collect aus Datenschutzgründen nicht verwerten.
Im Jahr 2007 ist Marco M. vom Landgericht Limburg zu lebenslanger Haft mit anschließender Sicherungsverwahrung verurteilt worden. In der Urteilsbegründung wird der ausgeprägte Sexualtrieb des Täters und seine beispiellose Brutalität bei der Tatausübung angeführt. Taten, welche die Vorstellungskraft des Gerichtes sprengen würden. „Es ging ihm immer nur darum, den Körper der Frauen zu dominieren, tot oder lebendig. Ihr Aussehen war unerheblich, er war nicht nekrophil, er spürte auch beim Töten keine Befriedigung“, hieß es in der Urteilsverkündung. Ein Gutachter bescheinigte ihm niedrige Intelligenz und mangelndes Einfühlungsvermögen, hielt ihn dennoch für voll schuldfähig, was großen Einfluss auf das Strafmaß hatte. „Die Taten waren vorbereitet, er ging planmäßig vor und hat nichts dem Zufall überlassen“, stellte die Vorsitzende Richterin fest.

## Rezeption
- Im Januar 2017 griff der WDR in der ersten Folge der Doku-Reihe WDR-Crime: Das Profil des Bösen den Fall auf und berichtete von den Ermittlungen.[18]
- In der RTL-Sendung Anwälte der Toten wurde der Fall ebenfalls aufgegriffen.
- Auch im Podcast Aktenzeichen XY – Unvergessene Verbrechen wurde der Fall in Folge #59 aufgegriffen.